# Ципар (Арад)
Ципар (рум. Țipar) насеље је у Румунији у округу Арад у општини Синтеа Маре. Oпштина се налази на надморској висини од 98 m.

## Становништво
Према подацима из 2002. године у насељу је живело 1403 становника.

### Попис2002.
| Расподела становништва по националности 2002.‍ | Расподела становништва по националности 2002.‍ | Расподела становништва по националности 2002.‍ | Расподела становништва по националности 2002.‍ | Расподела становништва по националности 2002.‍ |
| --------------------------------------------- | --------------------------------------------- | --------------------------------------------- | --------------------------------------------- | --------------------------------------------- |
|                                               |                                               |                                               |                                               |                                               |
| Румуни                                        | Румуни                                        |                                               | 481                                           | 34,3%                                         |
| Мађари                                        | Мађари                                        |                                               | 582                                           | 41,5%                                         |
| Роми                                          | Роми                                          |                                               | 42                                            | 3,0%                                          |
| Немци                                         | Немци                                         |                                               | 55                                            | 3,9%                                          |
| Словаци                                       | Словаци                                       |                                               | 242                                           | 17,3%                                         |